# ستيرات الصوديوم
 ستيرات صوديوم  (شمعات صوديوم) مركب كيميائي له الصيغة C17H35COONa أو CH3(CH2)16COONa، وهو ملح الصوديوم لحمض الستيريك (حمض الشمع). يدخل في صناعة الصابون.

## الخواص
- يكون هذا الملح على شكل مسحوق بلوري عديم اللون والرائحة.
- يحوي في بنيته البلورية على جزيئتي ماء، اللتين يفقدهما جراء التسخين بدءاً من 150°س.
- يحل بشكل جيد جداً بالماء أكثر من 70 غ / 100 مل ماء، لكنه عملياً غير حلول بالإيثانول.
- محاليله المائية تتفاعل بشكل قلوي خفيف.

## التحضير
يحضر من تفاعل كميات ستوكيومترية من محلول لحمض الستريك (حمض الليمون) مع هيدروكسيد الصوديوم، ثم بتبخير المحلول الناتج فنحصل على بلورات الملح.

## الاستخدامات
- يستخدم في المجال الطبي كمانع تخثر للدم أثناء عمليات نقل الدم، حيث يقوم علىتعقيد شوارد الكالسيومالتي لها دور أساسي في عملية التخثر.
- يعد من ضمن المواد المضافة للغذاء حيث يستخدم لضبط حموضة الوسط.